# Amtsgericht Crailsheim
Das Amtsgericht Crailsheim mit Sitz in Crailsheim ist eines von 108 Amtsgerichten in Baden-Württemberg. Es ist ein Gericht der ordentlichen Gerichtsbarkeit.

## Amtsgerichtsbezirk
Zum Gerichtsbezirk gehören die Städte und Gemeinden Crailsheim, Fichtenau, Frankenhardt, Kreßberg, Satteldorf und Stimpfach.

## Gerichtsgebäude
Das Amtsgericht befindet sich im Schlossplatz 1 in Crailsheim.

## Zuständigkeit und Aufgaben
Das Amtsgericht ist erstinstanzliches Zivil-, Familien- und Strafgericht. Beim Amtsgericht wird außerdem das Vereins- und Güterrechtsregister geführt. Als Vollstreckungsgericht ist es zuständig für alle Vollstreckungssachen, bei denen der Schuldner seinen Wohnsitz im Gerichtsbezirk hat.
Zudem ist das Gericht als Konzentrationsgericht zuständig für Insolvenz-, Register- und Zwangsversteigerungssachen für die Amtsgerichtsbezirke Bad Mergentheim, Crailsheim und Langenburg sowie in Familiensachen, in Schöffen- und Haftsachen für die Amtsgerichtsbezirke Crailsheim und Langenburg.
In den weiteren Zuständigkeitsbereich des Amtsgerichts fallen folgende Tätigkeiten: Zivilsachen, Familiensachen, Strafsachen, Adoptionen, Bußgeldverfahren, Betreuungen, Gerichtsvollzieher, Gerichtszahlstelle, Hinterlegungen, Insolvenzen, Landwirtschaftssachen, Mahnverfahren, Rechtsantragstelle, Registersachen, Schuldnerverzeichnis, Unterbringung, Verschollenheitssachen, Vormundschaftssachen, Wohnungseigentum, Zwangsversteigerung und Zwangsvollstreckung.

## Übergeordnete Gerichte
Im Instanzenzug übergeordnet sind dem Amtsgericht Crailsheim das Landgericht Ellwangen, das Oberlandesgericht Stuttgart und der Bundesgerichtshof.